# Colette Oltramare
Colette Oltramare (Buenos Aires, 25 januari 1904 - Collonge-Bellerive, 28 maart 1980) was een Zwitserse architecte en politica.

## Biografie
Colette Oltramare was een dochter van Ernest Oltramare, een tandarts, en van Julie Dumaret. Van 1924 tot 1931 studeerde ze schilderkunst aan de École des Beaux-Arts in Genève en vervolledigde haar opleiding in Parijs. Vervolgens ging ze in Genève in de leer bij Pierre Gagnebin, waarna ze er in 1939 haar diploma van ontwerper-architect behaalde bij John Torcapel, de vader van Anne Torcapel.
In 1939 opende Oltramare een architectenbureau in Genève, waar ze een van de eerste vrouwelijke zelstandige architectes was. Ze ontwierp verscheidene villa's, waaronder het maison Hainard in Bernex, en stond in voor restauraties, zoals bijvoorbeeld bij de protestantse kerk van de Geneefse wijk Champel. Daarnaast was ze van 1952 tot 1953 voorzitster van de Zwitserse vereniging van vrouwelijke schilders en beelhouwers.
Oltramare zetelde vanaf 1966 ook in de gemeenteraad (wetgevende macht) van Genève namens de liberalen.